# Ritva Elomaa
Ritva Tuulikki Elomaa (née Sainio le 16 juillet 1955 à Lokalahti) ou Kike Elomaa, est une ancienne championne de culturisme et actuelle femme politique finlandaise du parti Vrais Finlandais.

## Biographie

### Culturisme et chanson
Elle a remporté le concours de Miss Olympia en 1981. Après avoir arrêté le culturisme, elle a été chanteuse en Finlande.

### Carrière politique
Membre des Vrais Finlandais, elle est élue députée aux élections législatives du 17 avril 2011 dans la circonscription de Finlande-Propre.

## Discographie
- Hymykuopat, JP-Musiikki, 1985
- Kesäkuu, Ensio Music, 1989
- Kuuman yön jälkeen, Ensio Music, 1990
- Kike Elomaa, Snäp Records, 1995
- Kike Elomaa, 2001